# Paroligopis aurovilliusi
Paroligopis aurovilliusi is een keversoort uit de familie boktorren (Cerambycidae). De wetenschappelijke naam van de soort is voor het eerst geldig gepubliceerd in 1932 door Fisher.